# Оларі (Олт)
Оларі (рум. Olari) — село у повіті Олт в Румунії. Входить до складу комуни Пиршковень.
Село розташоване на відстані 150 км на захід від Бухареста, 18 км на південний захід від Слатіни, 31 км на схід від Крайови.

## Населення
За даними перепису населення 2002 року у селі проживали 1093 особи, усі — румуни. Усі жителі села рідною мовою назвали румунську.